# Szkoła Specjalna (czasopismo)
„Szkoła Specjalna” – polskie czasopismo naukowe poświęcone tematyce pedagogiki specjalnej.

## Historia
Pismo zostało założone przez Marię Grzegorzewską. Wychodzi od 1924, jako jeden z pierwszych w Europie periodyków poświęconych badaniom nad rozwojem, wychowaniem i nauczaniem dzieci i młodzieży mającej specjalne potrzeby edukacyjne. Artykuły w czasopiśmie poświęcone są m.in. rehabilitacji, resocjalizacji, rewalidacji i terapii, zarówno od strony teoretycznej, jak i empirycznej, prawnej oraz metodycznej. Opisywane są wydarzenia naukowe w Polsce i poza nią. Początkowo periodyk był organem wykonawczym Sekcji Szkolnictwa Specjalnego działającej przy Państwowym Instytucie Pedagogiki Specjalnej i realizował postulat tej organizacji popularyzowania wiedzy o nauczaniu specjalnym. Grzegorzewska była redaktorem naczelnym pisma do 1967. Dawało ono klarowny wyraz idei, dążeń oraz przemyśleń Grzegorzewskiej w zakresie sprawowania opieki nad dziećmi upośledzonymi. Było też jedną z najistotniejszych form działalności Instytutu Pedagogiki Specjalnej.
Pismo zostało podzielone na stałe działy i rubryki oraz zamieszczane w każdym numerze artykuły naukowe, m.in. dotyczące pracy nauczycielskiej, kronikę krajową i międzynarodową w zakresie spraw i zagadnień pedagogiki specjalnej oraz sprawozdania i recenzje książek lub czasopism. W niektórych numerach zamieszczono drobne ogłoszenia, bądź reklamy. Redakcja przed 1939 mieściła się w Warszawie przy Nowym Świecie 21/3.
Po przerwie spowodowanej wojną, w latach 1946-1948 do rąk czytelników oddano tylko dwa numery, a potem czasopismo uległo zawieszeniu na kilka lat (jednocześnie zamknięto Sekcję Szkolnictwa Specjalnego, zmieniono nazwę Instytutu na Studium Nauczycielskie Pedagogiki Specjalnej, pozbawiając go funkcji naukowej i badawczej). Kolejny numer wydano w 1957 (1 numeru tomu XVIII). Pismo stało się wówczas organem Ministerstwa Oświaty, ze zmienionym podtytułem na Kwartalnik poświęcony sprawom pedagogiki leczniczej.
Obecnie każdy numer czasopisma recenzowany jest przez 2 niezależnych ekspertów zgodnie z Dobrymi praktykami w procedurach recenzyjnych w nauce wprowadzonymi w 2011 przez rząd polski.

## Autorzy tekstów
Do grona autorów artykułów i prac publikowanych na łamach pisma należeli m.in.: Michał Wawrzynowski, Wanda Ptaszyńska, Felicja Felhorska, Bronisława Urbańska, Zofia Wojtaszek, Halina Wardaszko, Krystyna Kochańska, Ignacy Wald, Aleksander Hulek, Witold Doroszewski, Jan Dziedzic, Halina Banaś, Maria Janik, Włodzimierz Dolański, Ewa Bendych, Stanisław Żemis, Franciszek Popiół, Wacław Tułodziecki, Irena Tułodziecka, Henryk Okopiński, Kazimierz Kirejczyk, Irena Stawowy, Urszula Ekiert, Stefan Dziedzic, Anna Krzemińska, Helena Seniowowa, Bronisława Urbańska, Natalia Han-Ilgiewicz, Halina Zabrodzka, Otton Lipkowski, Janina Doroszewska, Jan Bogdanowicz, Zofia Szymańska, Otton Lipkowski, Józef Nowakowski, Mieczysław Kotlarski, Janina Kowalczyk, Stanisław Sychowicz, Henryk Milczarek, Wacław Stasinowski i Stanisław Kamiński.